# Koibumi
Koibumi è un brano musicale di Megumi Hayashibara, scritto da Takahashi Go e dalla stessa Hayashibara, e pubblicato come singolo il 25 settembre 2002 dalla Starchild Records. Il brano è stato incluso nell'album della Hayashibara Center Color e nella raccolta Plain. Il singolo raggiunse la settima posizione della classifica settimanale Oricon, e rimase in classifica per dieci settimane, vendendo 63 300 copie. Koibumi è stato utilizzato come sigla di chiusura della serie televisiva anime Asagiri no Miko.

## Tracce
CD singolo KICM-3030
1. KOIBUMI - 4:54
2. Asa Hitsujiki Yoru Watari (朝未き・夜渡り) - 5:00
3. faint love - 4:14
4. KOIBUMI (Off Vocal Version) - 4:54
5. Asa Hitsujiki Yoru Watari (Off Vocal Version) - 5:00
6. faint love (Off Vocal Version) - 4:14

Durata totale: 28:18

## Classifiche
| Classifica (2002)                        | Posizione più alta |
| ---------------------------------------- | ------------------ |
| Giappone (Classifica settimanale Oricon) | 7                  |